# سمره بنت جندب
سمره بنت جندب (به عربی: سُمرة بنت جندب) همچنین به عنوان صفیه بنت جندب نیز شناخته می‌شود اولین همسر عبدالمطلب بود.
پدرش جندب (یا جنیدب) بن حجیر بن زباب (یا ریاب) بن حبیب بن سوعه بن عامر بن صعصعه بن معاویه بن بکر بن هوازین بن منصور بن عکرمه از قبیله هوازین بود.
اون در جوانی با عبدالمطلب ازدواج کرد. پسر آن‌ها حارث تا سال‌ها تنها فرزند عبدالمطلب بود.